# Tatra 77

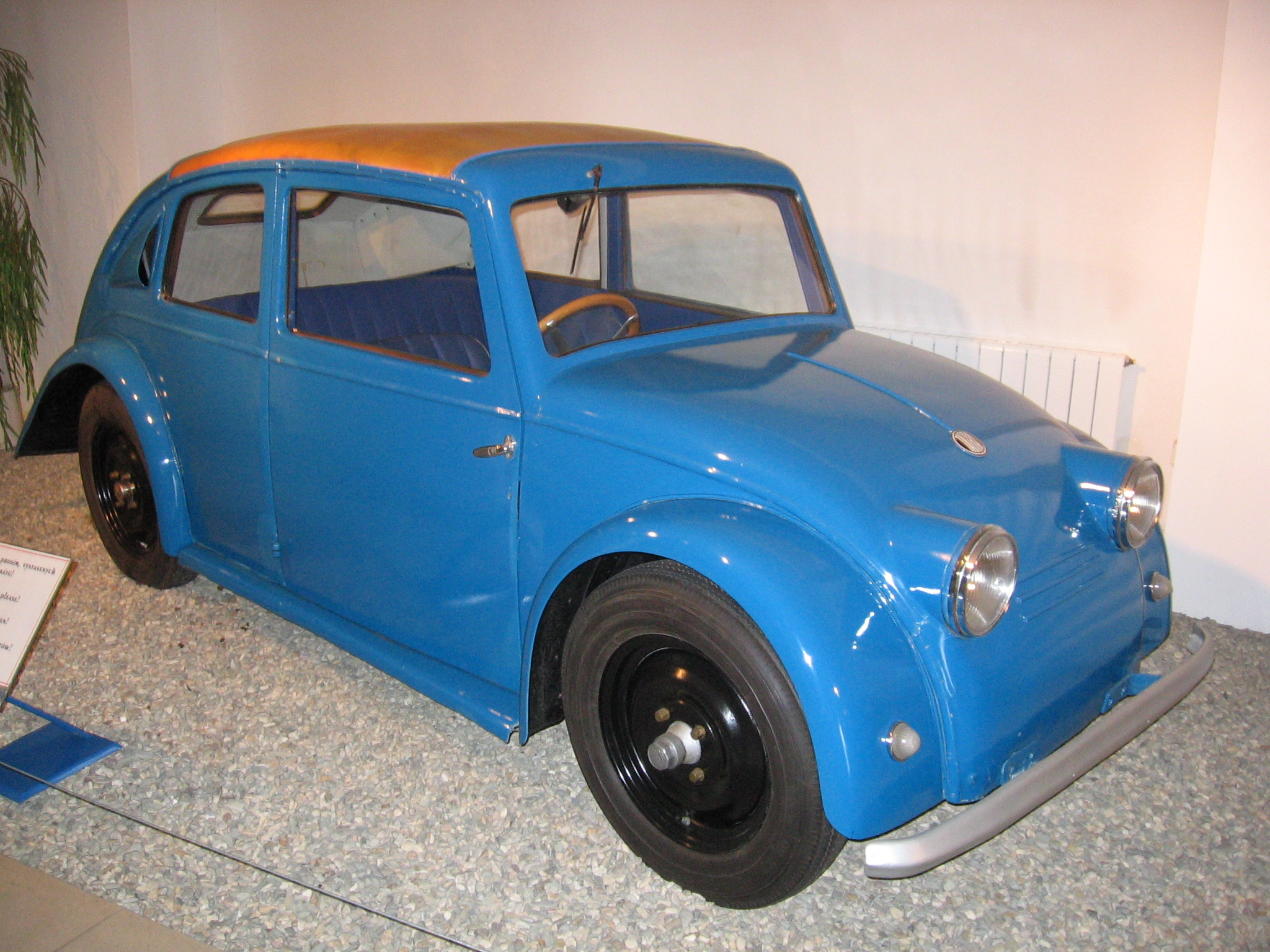
El Tatra 570, precedente inmediato del T77

El Tatra 77 (T77), un revolucionario automóvil de lujo fabricado por la empresa checoslovaca Tatra, es considerado el primer coche europeo producido en serie con un diseño verdaderamente aerodinámico. Fue desarrollado utilizando un túnel de viento por Hans Ledwinka y Paul Jaray, ingeniero aerodinámico de Zeppelin.
Lanzado en 1934, el Tatra 77 disponía de una carrocería integrada sobre un chasis de túnel central (en lugar del chasis tubular característico de Tatra), y estaba propulsado por un motor V8 refrigerado por aire de 2,97 litros montado en la parte trasera. El propulsor rendía 60 caballos (60,8 CV), que en series posteriores se aumentaron hasta 75 caballos (76,0 CV) al elevar la cilindrada hasta 3,4 litros. Poseía características de ingeniería avanzadas, como válvulas en cabeza, cámaras de combustión hemisféricas, un cárter seco, suspensión completamente independiente, ejes traseros oscilantes y un uso extensivo de aleación ligera de magnesio para el motor, la transmisión, la suspensión y la carrocería. Su coeficiente de arrastre aerodinámico (medido en un modelo a escala 1:5) era de Cx=0,2455. El último modelo de la serie, el T77a, alcanzaba una velocidad máxima de más de 150 km/h (93,2 mph) debido a su avanzado diseño aerodinámico  que ofrece un coeficiente de arrastre excepcionalmente bajo de 0,212, aunque algunas fuentes afirman que este es el coeficiente de un modelo a escala 1:5, y no del propio coche.

## Historia
La Compañía Tatra comenzó a fabricar automóviles en 1897 en Kopřivnice, Moravia, en la actual República Checa, lo que lo convierte en el tercer fabricante de automóviles más antiguo del mundo. Bajo la dirección de Hans Ledwinka, la empresa empleó a numerosas figuras destacadas de la historia de la automoción, como Erich Übelacker o el consultor Paul Jaray, que diseñaron el Tatra 77.

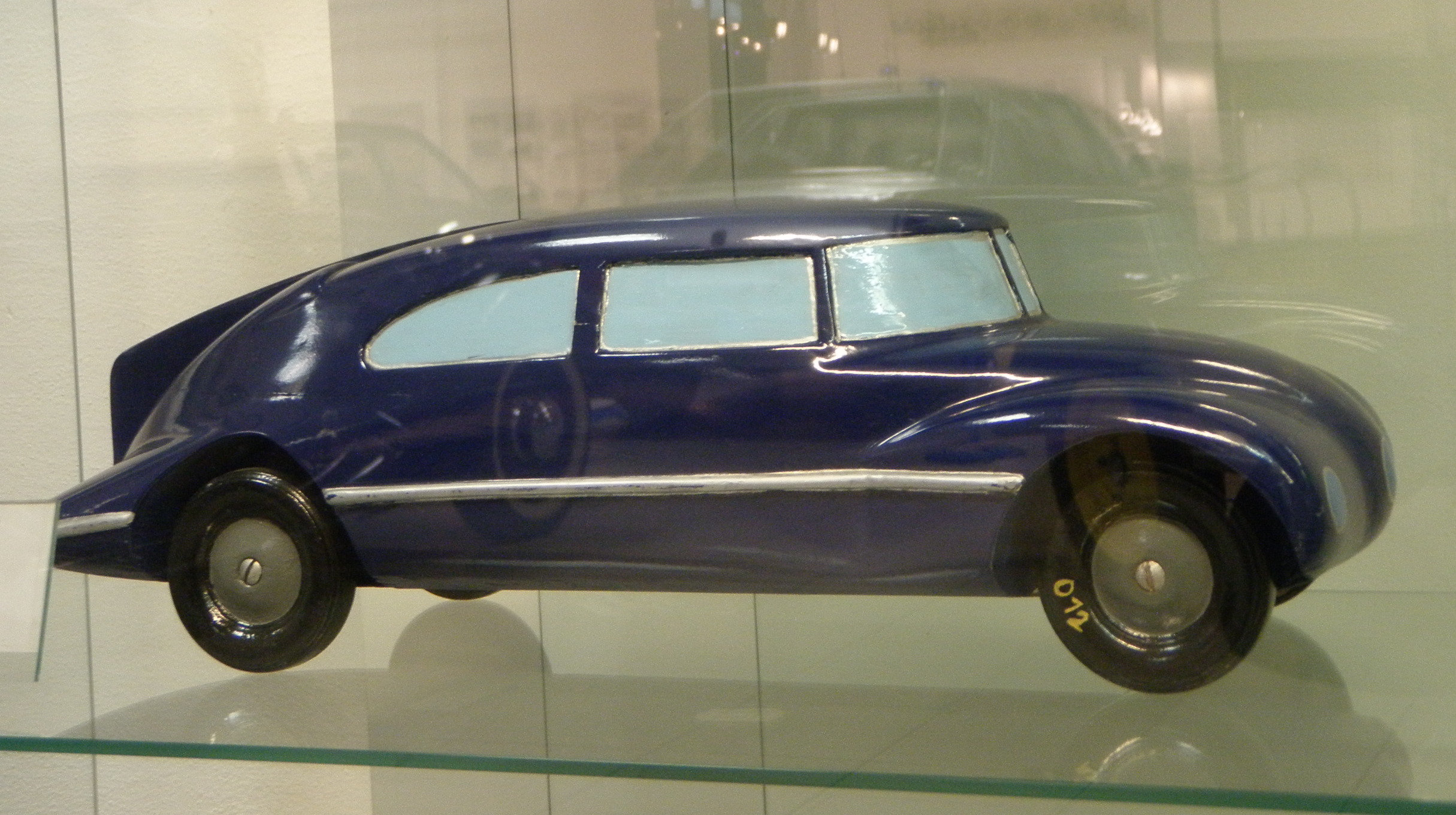
Modelo a escala 1:10 del Tatra 77, utilizado por Paul Jaray en 1934

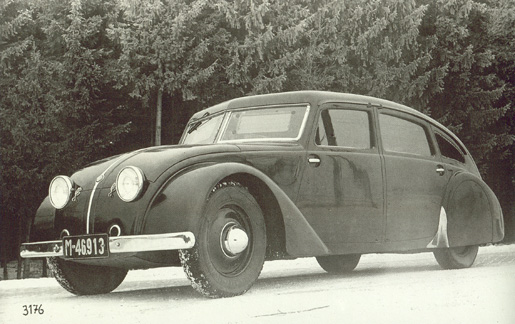
Una de las primeras unidades del Tatra 77 (1934)

### Paul Jaray y el Tatra V570
Paul Jaray trabajó por primera vez en Luftschiffbau Zeppelin (LZ), donde adquirió experiencia en el diseño aerodinámico de aeronaves. Utilizó su acceso a los túneles de viento de LZ y posteriormente estableció una serie de principios para optimizar el diseño del perfil aerodinámico de sus automóviles. En 1927 fundó una empresa especializada en el desarrollo de carrocerías optimizadas y la venta de licencias a los principales fabricantes de vehículos. Tatra fue el único fabricante que incorporó los principios de racionalización de Jaray en su producción de automóviles en serie, comenzando con el Tatra 77.
Antes de diseñar el T77, un coche grande y lujoso, Jaray diseñó una carrocería aerodinámica para el Tatra 57, un modelo de gama media. Este prototipo no se desarrolló más, y no llegó a la cadena de producción. En cambio, construyó dos prototipos para un concepto designado como Tatra V570, que se ajustaba más a sus principios de racionalización aerodinámica, con un perfil que recordaba a la forma de un escarabajo.

### Génesis como modelo de lujo
Sin embargo, en ese momento Tatra ya tenía un automóvil barato y de fuertes ventas en su gama de producción, que además era popular debido a la continuación de la tradición de simplicidad y de gran fiabilidad iniciada por el Tatra 11. Aunque los directivos de la firma vieron las ventajas del concepto de Jaray, pensaron que el nuevo modelo tendría sentido solo como una oferta adicional con una producción limitada, lo que significaba que debería apuntar a la cima del mercado de automóviles. Posteriormente, el equipo de Ledwinka dejó de trabajar en el V570 y se concentró en diseñar grandes coches de lujo. Tatra tenía como objetivo fabricar automóviles de última generación que fueran rápidos, estables, muy silenciosos, económicos y construidos con los estándares de ingeniería más rigurosos, además de reflejar la investigación aerodinámica moderna.

### Motor único
Los coches T77/77A fueron muy probablemente los últimos en hacer uso del principio del tren de válvulas de "viga móvil", sus motores V8 de cárter seco refrigerados por aire/aceite tenían válvulas en cabeza sobre cámaras de combustión hemisféricas, pero sin varillas de empuje. En cambio, las válvulas se accionaban mediante unos enormes balancines, operados por un solo árbol de levas elevado situado entre las culatas de las dos bancadas de cilindros, y pivotaban hacia el interior de sus centros para extender la elevación aplicada por las levas. El principio se había utilizado mucho antes en el motor de carreras Duesenberg, un propulsor de cuatro cilindros en línea de 16 válvulas con doble árbol de levas, adoptado más tarde por Rochester para su uso en automóviles de turismo, pero el uso de Tatra de un solo árbol de levas para abrir las válvulas de un V8, en lugar de dos ejes en un motor en línea, debe ser único. Una consecuencia es que el diseño mecánico es mucho menos obvio para el observador, con el gran motor con forma de caja que da pocas pistas inmediatas sobre su configuración en V, a diferencia de su sucesor, el T87. Los ventiladores accionados por correa introducían aire fresco en una serie de conductos de aleación situados alrededor de los cuatro pares de cilindros de hierro con aletas, y una gran cubierta de aleación con bisagras permitía caldear la temperatura del carburador en invierno.

### Respuesta del público

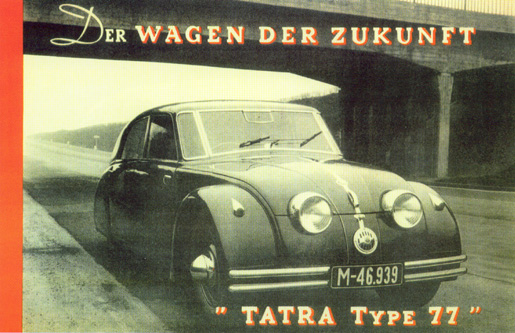
"El coche del futuro, Tatra 77" (anuncio de la década de 1930)

Hans Ledwinka fue el diseñador jefe responsable del desarrollo del nuevo automóvil, mientras que Erich Übelacker se encargó de la carrocería. El desarrollo se mantuvo en secreto hasta la presentación oficial el 5 de marzo de 1934 en las oficinas de Tatra en Praga. El automóvil se mostró en la carretera de Praga a Karlovy Vary, donde llegó fácilmente a 145 kilómetros por hora (90,1 mph), y sorprendió a los periodistas con su excelente manejo y conducción cómoda a velocidades de aproximadamente 100 kilómetros por hora (62,1 mph). Ese mismo año se presentó el T77 en el salón del automóvil de París, donde se convirtió en el centro de atención no solo por su atípico diseño, sino también por sus prestaciones. Incluso se realizaron recorridos de demostración después de que se pusiera en duda la capacidad del automóvil para alcanzar los 140 kilómetros por hora (87 mph) con un  motor de tan solo 45 kilovatios (61,2 CV) de potencia, cuando por aquel entonces se requería el doble de caballos para que un automóvil alcanzara tal velocidad. El director Maurice Elvey estaba tan asombrado por el aspecto del automóvil, que usó el T77 en su película de ciencia ficción El Túnel Transatlántico.

"Es una sensación en cuanto a su construcción, su apariencia y su manejo. Sin embargo, no es una sensación que acaba de caer de los cielos, sino una extensión lógica de las [propias] carreteras, que Hans Ledwinka inició hace trece años. El principio ideológico del nuevo Tatra es comprender que el automóvil se mueve en la línea divisoria entre el suelo y el aire. ... El automóvil mantuvo una velocidad de 145 km/h, tiene un manejo asombroso, se conduce a través de las curvas con velocidades increíbles y seguras, y parece flotar en cualquier tipo de camino ... Es un coche que abre nuevas perspectivas a la construcción de automóviles y a la práctica automotriz".
Vilém Heinz, Motor Journal, 1934

"¡Ese es el coche para mis carreteras!"
Adolf Hitler a Ferdinand Porsche Véase controversia con Volkswagen

### Propietarios notables

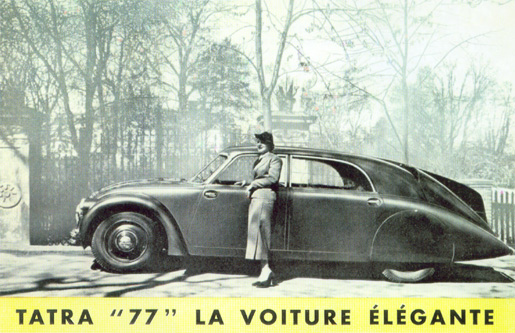
"Tatra 77, el coche elegante": anuncio contemporáneo

El Tatra 77 fue el favorito particular del ingeniero de diseño de Tatra Erich Übelacker, que poseía y usaba un T77 de 1934. Otros propietarios famosos del T77 fueron Miloš Havel (propietario de los Estudios Cinematográficos de Praga) que compró un T77 en 1935; el diseñador de automóviles austriaco Edmund Rumpler, que ideó el Rumpler Tropfenwagen (un modelo de coche aerodinámico pionero) en 1921; y Edvard Beneš, ministro de Relaciones Exteriores en la década de 1930 y luego presidente de Checoslovaquia.

## Diseño

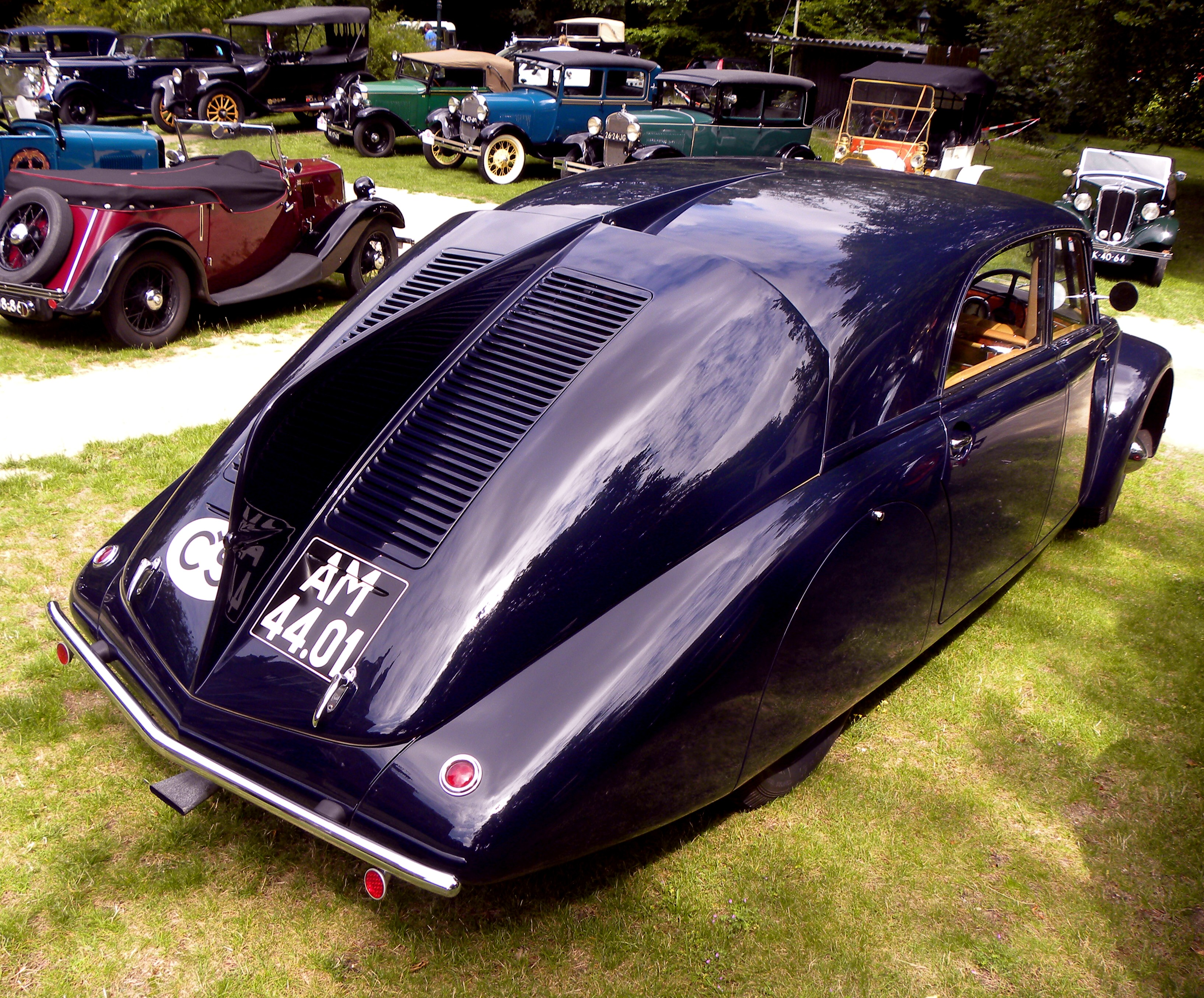
Vista posterior, con su prominente aleta estabilizadora

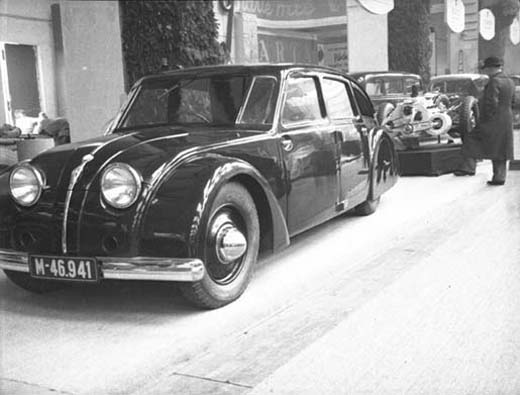
El Tatra 77 y su motor exhibidos en el Salón del Automóvil de Berlín

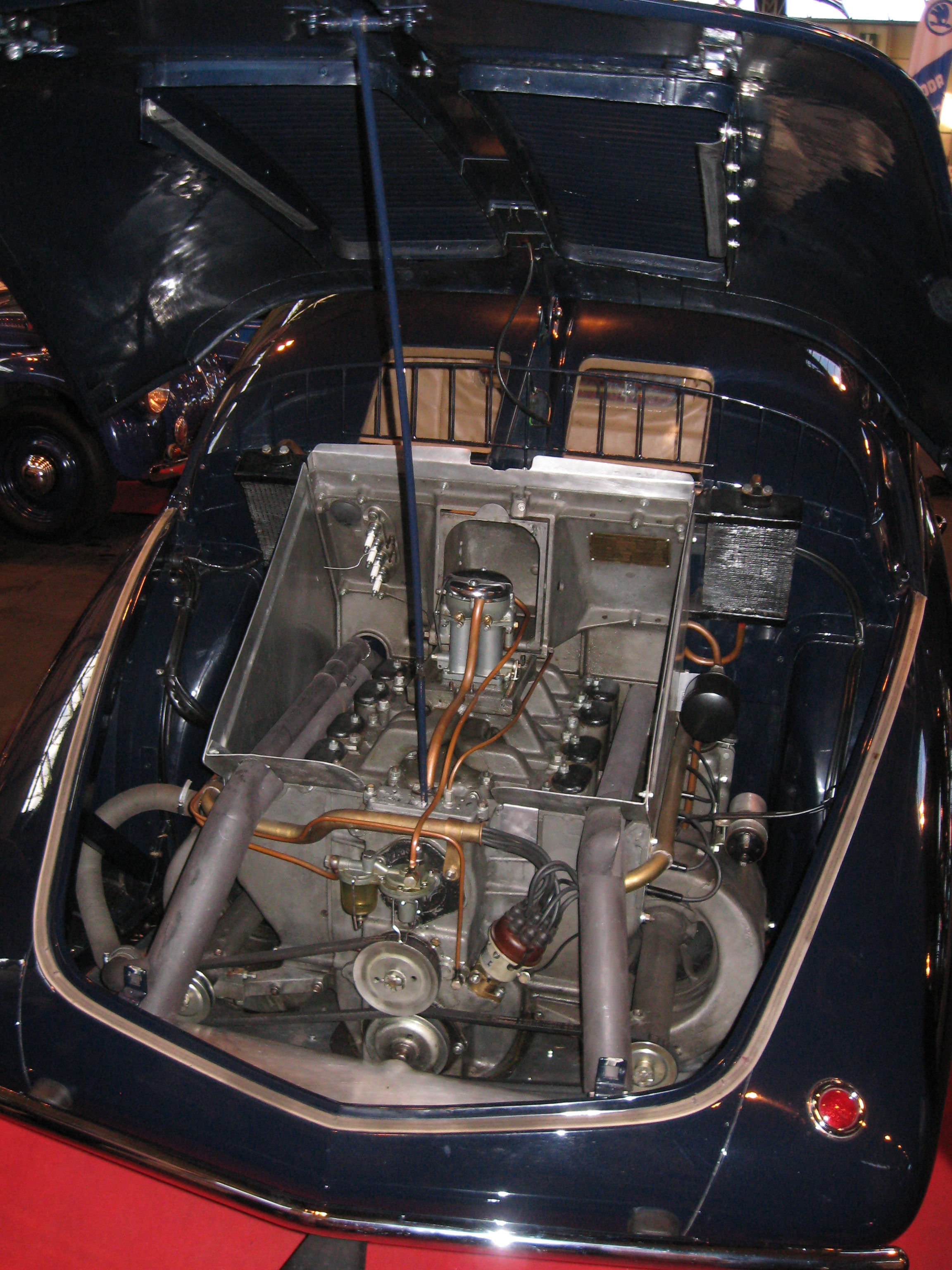
Motor V8 refrigerado por aire

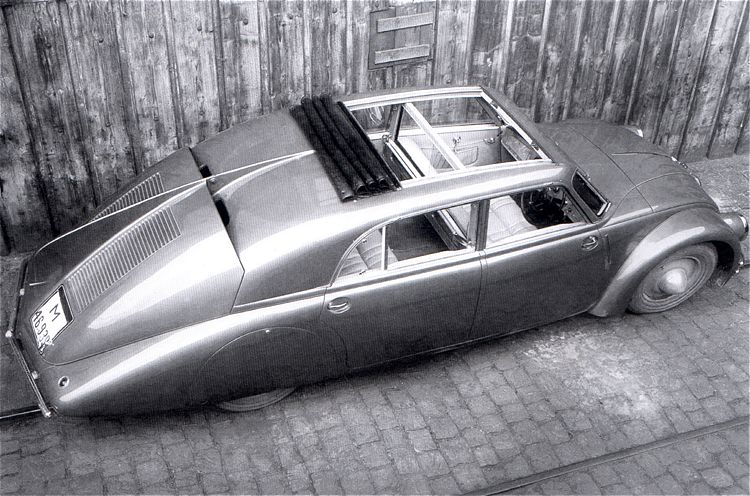
Tatra 77 con una ventana superior con capota de lona Webasto

Varios diseñadores de todo el mundo estaban tratando de construir un automóvil aerodinámico en ese momento, pero Tatra fue el primero en introducirlo con éxito en la producción en serie. Hubo numerosas razones por las que los diseñadores de Tatra adoptaron un enfoque tan revolucionario para la concepción del nuevo automóvil: en primer lugar, su objetivo era reducir el arrastre, principalmente la resistencia al aire, que aumenta con el cuadrado de la velocidad. Un automóvil con una forma de carrocería más convencional, en aquella época necesitaba un motor muy potente para alcanzar velocidades más altas. La nueva forma de la carrocería del Tatra se probó en un túnel de viento, y los nuevos requisitos que se derivaron de estos ensayos dieron como resultado cambios de gran alcance en el diseño del automóvil.
El requisito de una pequeña superficie frontal limitaba la altura del automóvil, lo que a su vez requería el uso de un suelo plano. Eso llevó a poner el motor en la parte trasera del automóvil, directamente sobre el eje motriz. En consecuencia, se evitó la necesidad de disponer un túnel en el suelo de la carrocería para alojar el eje de transmisión y los tubos de escape, lo que contribuyó a una reducción de peso. Como los diseñadores querían reducir la resistencia a la rodadura, hicieron todo lo posible para producir un motor lo más ligero posible: un V8 refrigerado por aire con un cárter de elektron, una aleación de magnesio. La caja de cambios también se fabricó con elektron, y se colocó delante del motor y del eje trasero.
La posición trasera del motor favoreció la refrigeración por aire, mientras que el radiador, la batería y la rueda de repuesto se colocaron en la parte delantera del automóvil. La carrocería sin bastidor se caracterizaba por su elemento estructural central, que estaba firmemente soldado a los paneles del suelo y que cubría la caja de cambios, el enlace con los frenos, y el resto de sistemas de accionamiento.
La parte delantera del automóvil tenía una sección transversal básicamente rectangular, con planos enlazados por superficies redondeadas que estaban unidas al suelo del vehículo. El parachoques delantero cubría unos guardabarros redondeados, mientras que la mitad inferior de los faros estaba alojada en el capó. La parte trasera del automóvil tenía una forma continuamente inclinada, y estaba dividida por una aleta vertical que comenzaba en la parte trasera del techo y terminaba casi en la parte trasera del automóvil. Las ruedas traseras disponían de carenados aerodinámicos. Las manijas de las puertas estaban embebidas en los paneles de las puertas, de las que solo sobresalían ligeramente las bisagras de las puertas. El automóvil no tenía ventana trasera, lo que limitaba la visibilidad hacia atrás a través de una serie de ranuras en la chapa.
El primer prototipo de 1933 tenía un parabrisas dividido en dos vidrios planos, mientras que otros prototipos tenían un parabrisas de una sola pieza o incluso uno formado por tres piezas de vidrio separadas con una pieza central grande y dos partes laterales en ángulo pronunciado y fluyendo hacia los lados de la carrocería.
El aire se dirigía al motor a través de entradas de ventilación rectangulares situadas detrás de las ventanas laterales y salía del compartimiento del motor a través de las rejillas de ventilación en la parte trasera. En ese momento, Tatra registró numerosas patentes con respecto al flujo de aire al compartimiento trasero del motor.
Después, la parte trasera de la carrocería se ensanchó para que tanto los guardabarros traseros como las bisagras de las puertas quedasen alojados en la propia carrocería. El aire fluía ahora a través de entradas transversales que se elevaban por encima de la parte trasera del techo redondeado. También se elevó el borde de fuga.

### Tatra 77a

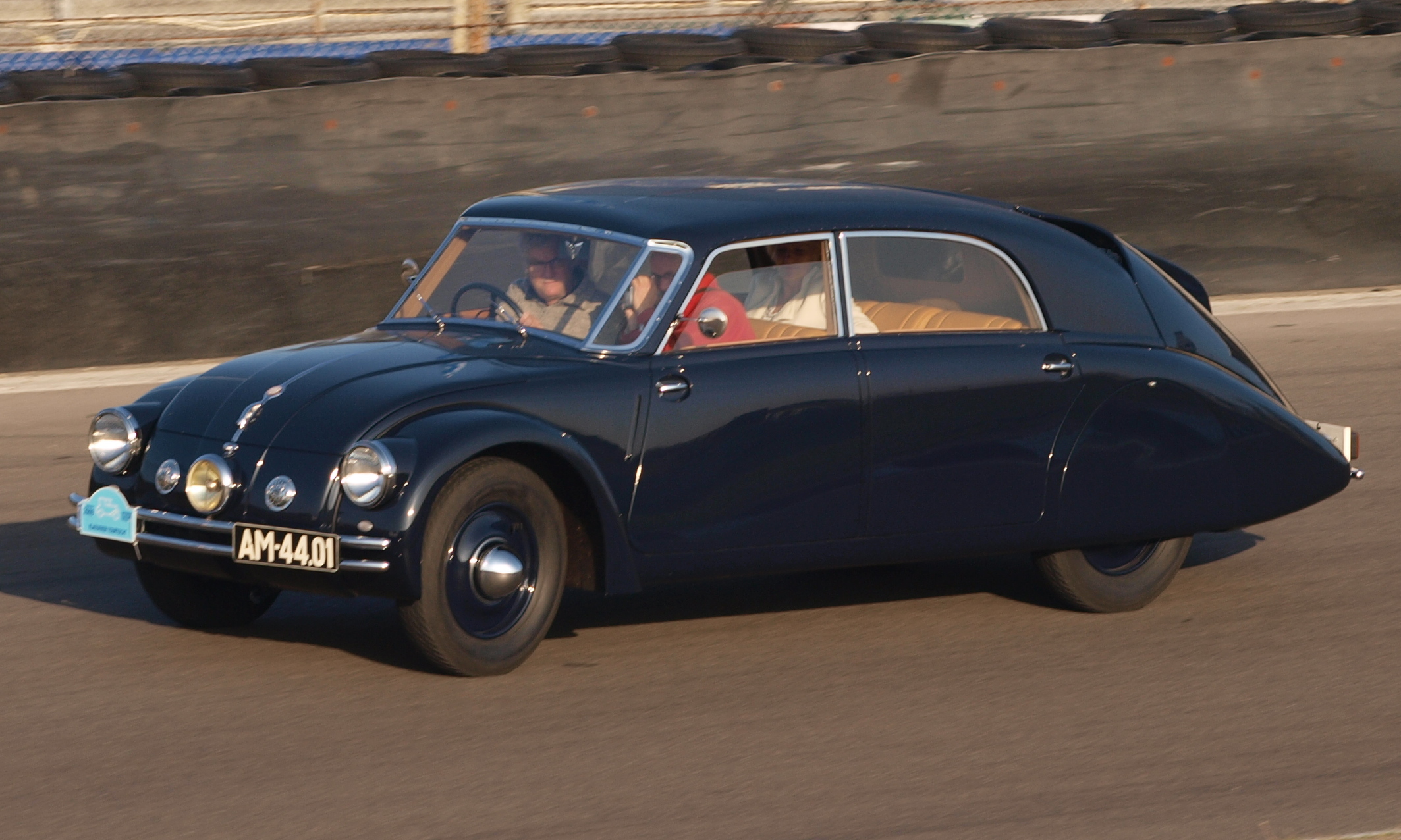
Tatra 77a en el Circuito de Zandvoort (Países Bajos)

En 1935, el T77 se actualizó y mejoró, lo que se tradujo en la aparición del T77a. La capacidad del V8 se incrementó a 3,4 L (207 pulgadas cúbicas). Esto se logró ampliando el diámetro de los cilindros de 75 a 80 milímetros (3 a 3,1 plg). El nuevo motor aumentó la potencia a 75 HP (76,0 CV) y la velocidad máxima a 150 km/h (93,2 mph). El frontal tenía ahora tres faros, de los que el foco central no estaba, como se ha sugerido, vinculado a la dirección en algunos modelos. El faro central nunca se movía con las ruedas delanteras, pero tenía un sistema electromagnético que permitía que el reflector se moviera para iluminar los bordillos, ya que la iluminación de las calles era muy pobre por entonces. Algunos modelos T77 y T77a también estaban equipados con techos de lona de Webasto. La carrocería lisa del T77a se tradujo un coeficiente de resistencia aerodinámica de 0,212. Este es un valor increíblemente bajo incluso para los automóviles de hoy: solo unos pocos prototipos modernos pueden lograr esta cifra. Sin embargo, algunas fuentes afirman que esta cifra se basó en una prueba con un modelo a escala 1:5.

### Versiones

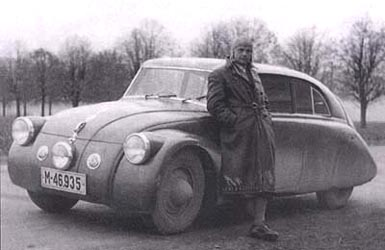
Erich Übelacker frente al prototipo T77a, un cupé de dos puertas con motor T87

El Tatra 77 era un automóvil hecho a mano con un interior de cuero. Algunos coches tenían una mampara de cristal entre los asientos delanteros y traseros. También estaba disponible un techo corredizo.
Una característica inusual en algunos de los modelos T77 era la posición central para el volante en el tablero. Los pasajeros del asiento delantero estaban sentados a ambos lados del conductor y los asientos colocados ligeramente hacia atrás, como en el McLaren F1 moderno. Todos los demás T77 tenían el volante en el lado derecho, ya que Checoslovaquia (como varios otros países europeos) conducía por el lado izquierdo antes de la Segunda Guerra Mundial.
El automóvil único que se muestra aquí es el prototipo de cupé de dos puertas utilizado por Erich Übelacker. Este coche disponía del motor más potente, el utilizado en el Tatra 87 posterior.

### Desarrollo adicional
Ledwinka no estaba del todo satisfecho con el manejo del T77, penalizado por la parte trasera bastante pesada del automóvil. Comenzó a trabajar en un sucesor del T77, que debía ser más ligero y tener una mejor distribución del peso. Tatra lo logró con el ahora famoso Tatra 87, que se introdujo en 1936.

## En la cultura popular
- Un Tatra 77 aparece en una película de 1935, The Transatlantic Tunnel, concretamente a los 17 min y 23 s, y nuevamente a los 58 min y 30 s. 
 The Transatlantic Tunnel 1935
- Un Tatra 77 de 1936 se exhibió en el Victoria & Albert Museum de Londres desde noviembre de 2019 hasta abril de 2020, incluido en su exposición 'Cars: Accelerating the Modern World'.[19]